# Guadalupe Victoria (Puebla)
Guadalupe Victoria è una municipalità dello stato di Puebla, nel Messico centrale, il cui capoluogo è la località omonima.
Conta 16.551 abitanti (2010) e ha una estensione di 224,42 km². 	 	
Il nome della località ricorda Guadalupe Victoria, primo presidente del Messico.